# Чистов, Юрий Кириллович
Ю́рий Кири́ллович Чисто́в (род. 6 мая 1954, Петрозаводск) — советский и российский антрополог. Доктор исторических наук. Директор Музея антропологии и этнографии имени Петра Великого (Кунсткамера) РАН (2002—2017).

## Биография
Сын этнографа, члена-корреспондента РАН К. В. Чистова. В 1976 году окончил исторический факультет Ленинградского университета по кафедре этнографии и антропологии, в 1979 году — аспирантуру отдела антропологии Ленинградской части Института этнографии и антропологии им. Н. Н. Миклухо-Маклая АН СССР.
С 1979 года работает в Музее антропологии и этнографии им. Петра Великого РАН: младший научный сотрудник отдела антропологии, научный сотрудник (1986—1992), старший научный сотрудник (1993—2001), ведущий научный сотрудник (2001); с 2002 года — директор музея, с 2017 года — руководитель научного направления. С 2023 г. — ведущий научный сотрудник Отдела Востока, Государственный Эрмитаж.
Стажировался в Даремском университете (Великобритания, 1993—1994), в Институте антропологии Университета И. Гутенберга (ФРГ, 1996).
Член редколлегии российских и зарубежных научных журналов. Соучредитель и член руководства Международного совета антропологических ассоциаций, член Музейного совета РАН. В 2003—2005 годах — президент Ассоциации антропологов и этнографов России.

### Семья
Женат, двое детей.

## Научная деятельность
В 1983 году защитил кандидатскую («Дифференциация рас человека по строению медианно-сагитального контура черепа»), в 2000 — докторскую диссертации («Антропология древнего и современного населения Южного Йемена»).
Основные направления исследований:
- антропология древнего и современного населения Ближнего Востока, Восточного Средиземноморья и Центральной Азии;
- эволюционная морфология черепа человека;
- палеопатология;
- методика многомерного статистического анализа антропологического материала;
- базы данных в антропологических исследованиях;
- компьютерные каталоги музейных коллекций, музееведение[2][3].

Участвовал в антропологических и археологических экспедициях на Дальнем Востоке, в Южной Сибири, Центральной Азии, Северо-Западной и Центральной России, Южном Йемене, Египте Эфиопии, Китае.
Автор более 160 научных работ, специализированных научных баз данных (в том числе Российского краниологического банка данных), компьютерных программ для статистической обработки антропологического материала.

## Избранные труды
Источник — Электронные каталоги РНБ
- Чистов Ю. К. Дифференциация рас человека по строению медианносагиттального контура черепа : Автореф. дис. … канд. ист. наук. — М., 1983. — 21 с.
- Чистов Ю. К. Антропология древнего и современного населения Южного Йемена : Автореф. дис. … д-ра ист. наук. — М., 2000. — 45 с.
- Чистов Ю. К., Резван Е. А., Купина Ю. А., Михайлова Е. А. Кунсткамера. 295 лет. Музей антропологии и этнографии имени Петра Великого история, исследования, коллекции. — СПб. : Petronivs, 2009. — 416 c.
- Радзюн А. Б., Чистов Ю. К. Ранние естественнонаучные коллекции Кунсткамеры : путеводитель. — СПб. : Музей антропологии и этнографии (Кунсткамера), 2011. — 79 с. — («Залы Кунсткамеры»)